# Sybra patruoides
Sybra patruoides là một loài bọ cánh cứng trong họ Cerambycidae.